# Levala (Saaremaa)
Levala (Duits: Lewala) is een plaats in de Estlandse gemeente Saaremaa, provincie Saaremaa. De plaats heeft de status van dorp (Estisch: küla) en heeft 19 inwoners (2021).
De plaats viel tot in oktober 2017 onder de gemeente Pöide. In die maand werd Pöide bij de fusiegemeente Saaremaa gevoegd.

## Geschiedenis
Levala werd voor het eerst genoemd in 1570 onder de naam Löuelsche wacke. Een Wacke was een administratieve eenheid voor een groep boeren met gezamenlijke verplichtingen. In 1633 heette de plaats Löeball, in 1798 Lewala. De plaats behoorde voor een deel tot de bezittingen van de kerk in Pöide, voor een ander deel tot het landgoed van Uuemõisa.
Tussen 1977 en 1997 maakte Levala deel uit van het buurdorp Pöide.